# Glatløbet våben
Et glatløbet våben har et løb uden riffelgang.
Glatløbede våben omfatter blandt andet gamle kanoner, håndvåben, haglgeværer, kanoner på kampvogne, bazookaer, rekylfri rifler og mortérer.

## Ekstern henvisning og kilde
- Våbenformidling m.v.

| Militær | Spire Denne artikel om militær er en spire som bør udbygges. Du er velkommen til at hjælpe Wikipedia ved at udvide den. |